# فيناي سينغ
فيناي سينغ (16 أكتوبر 1977 - ) هو لاعب كرة قدم هندي في مركز حراسة المرمى. لعب مع نادي تشرتشل براذرز ونادي سالغاوكار ونادي موهون باغان وShillong Lajong FC ‏.

## وصلات خارجية
- فيناي سينغ على موقع قاعدة بيانات كرة القدم.إي يو (الإنجليزية)